# Saint Regis River
Der Saint Regis River (englisch; in den USA) oder Rivière Saint-Régis (französisch; in Québec) ist ein rechter Nebenfluss des Sankt-Lorenz-Stroms im US-Bundesstaat New York und in der kanadischen Provinz Québec. Eine alternative englische Schreibweise ist St. Regis River.

## Flusslauf
Der Saint Regis River entspringt östlich des Lower Saint Regis Lake in den nordwestlichen Ausläufern der Adirondack Mountains. Er durchfließt den Lower Saint Regis Lake und setzt seinen Kurs nach Nordnordwest fort. Der East Branch Saint Regis River mündet rechtsseitig in den Fluss. Er fließt nun in nordwestlicher Richtung und passiert Santa Clara und das zu Waverly gehörende Saint Francis Falls. Bei Winthrop mündet der West Branch Saint Regis River linksseitig in den Fluss. Der Saint Regis River dreht nun nach Norden und allmählich nach Nordosten. Bei der zu Brasher gehörenden Ortschaft Helena nimmt der Saint Regis River das Wasser des von Osten kommenden Deer River auf. Weiter flussabwärts befindet sich der zu Bombay gehörende Ort Hogansburg am Flussufer. Der Fluss überquert etwa einen halben Kilometer vor seiner Mündung gegenüber der Insel Île Saint-Régis in den Lac Saint-François die Staatsgrenze zu Kanada. Am westlichen Mündungsufer in Québec befindet sich das im Reservat der Akwesasne Mohawk Nation gelegene Saint-Régis. Der Saint Regis River hat eine Länge von 138 km. Sein Einzugsgebiet umfasst 1384 km².

## Namensherkunft
Der Fluss wurde nach dem Jesuitenprediger Jean François Régis (1597–1640) benannt.

## Wasserkraftanlagen
Brookfield Power betreibt am Saint Regis River in Hogansburg ein Laufwasserkraftwerk (⊙) mit einer Leistung von 1 MW.